# Леджер-Фернандес, Тереза
Тереза (Тереса) Исабель Леджер-Фернандес (англ. Teresa Isabel Leger Fernandez, род. 1 июля 1959, Лас-Вегас, Нью-Мексико) — американский политик, представляющая Демократическую партию. Член Палаты представителей США от штата Нью-Мексико с 3 января 2021 года.

## Биография
Родилась в Лас-Вегасе, штат Нью-Мексико, её мать была преподавательницей, а отец членом Сената Нью-Мексико. Окончила Йельский университет со степенью бакалавра искусств (1982) и Стэнфордский университет со степенью доктора права (1987).
После окончания университета вернулась в Нью-Мексико и занималась юридической практикой. Была практиканткой Белого дома в период администрации Билла Клинтона, в администрации Барака Обамы входила в Консультативный совет по сохранению исторического наследия. На протяжении 30 лет Леджер-Фернандес руководила фирмой Leger Law and Strategy, LLC в Санта-Фе, которая занималась развитием местных сообществ, защитой племенных интересов, гражданских прав и социальной справедливости. В 2017 году она добилась внедрения преференциального голосования на муниципальных выборах в Санта-Фе.
После того, как конгрессмен Бен Рэй Лухан отказался переизбираться на новый срок, чтобы участвовать в выборах в Сенат США вместо Тома Юдалла, Леджер-Фернанес объявила об участии в выборах в Палату представителей от третьего округа Нью-Мексико. На внутрипартийных выборах демократов она заняла первое место, получив поддержку более 42 % избирателей. В ходе избирательной кампании получила поддержку Деб Холанн, представлявшей первый избирательный округ Нью-Мексико, а также Элизабет Уоррен и Александрии Окасио-Кортес. На основных выборах в ноябре, Леджер-Фернандес победила республиканку Алексис Джонсон с результатом 57,8 % голосов избирателей.
Входит в Прогрессивный кокус Конгресса, объединяющий наиболее левых (прогрессивных) членов Конгресса США.